# كستوفو
كستوفو (بالروسية: Кстово) هي إحدى مدن روسيا في الكيان الفدرالي الروسي نيزني نوفغورود أوبلاست.

## أعلام
- ارتور رياباكوبيلينكو